# Гейлесвілл
Гейлесвілл (англ. Gaylesville) — місто (англ. town) в США, в окрузі Черокі штату Алабама. Населення — 170 осіб (2020).

## Географія
Гейлесвілл розташований за координатами 34°16′5″ пн. ш. 85°33′30″ зх. д. / 34.26806° пн. ш. 85.55833° зх. д. (34.268103, -85.558468).  За даними Бюро перепису населення США в 2010 році місто мало площу 0,89 км², уся площа — суходіл.

## Демографія
Згідно з переписом 2010 року, у місті мешкали 144 особи в 54 домогосподарствах у складі 41 родини. Густота населення становила 162 особи/км².  Було 63 помешкання (71/км²).
Расовий склад населення:
| - 96,5 % — білих - 2,1 % — осіб інших рас |

До двох чи більше рас належало 1,4 %. Частка іспаномовних становила 3,5 % від усіх жителів.
За віковим діапазоном населення розподілялося таким чином: 23,6 % — особи молодші 18 років, 56,3 % — особи у віці 18—64 років, 20,1 % — особи у віці 65 років та старші. Медіана віку мешканця становила 43,7 року. На 100 осіб жіночої статі у місті припадало 87,0 чоловіків;  на 100 жінок у віці від 18 років та старших — 77,4 чоловіків також старших 18 років.
Середній дохід на одне домашнє господарство  становив 36 395 доларів США (медіана — 26 818), а середній дохід на одну сім'ю — 45 259 доларів (медіана — 43 750). За межею бідності перебувало 19,3 % осіб, у тому числі 29,6 % дітей у віці до 18 років та 16,7 % осіб у віці 65 років та старших.
Цивільне працевлаштоване населення становило 78 осіб. Основні галузі зайнятості: освіта, охорона здоров'я та соціальна допомога — 26,9 %, будівництво — 17,9 %, виробництво — 14,1 %, транспорт — 11,5 %.